# Evangelische Kirche Lützellinden

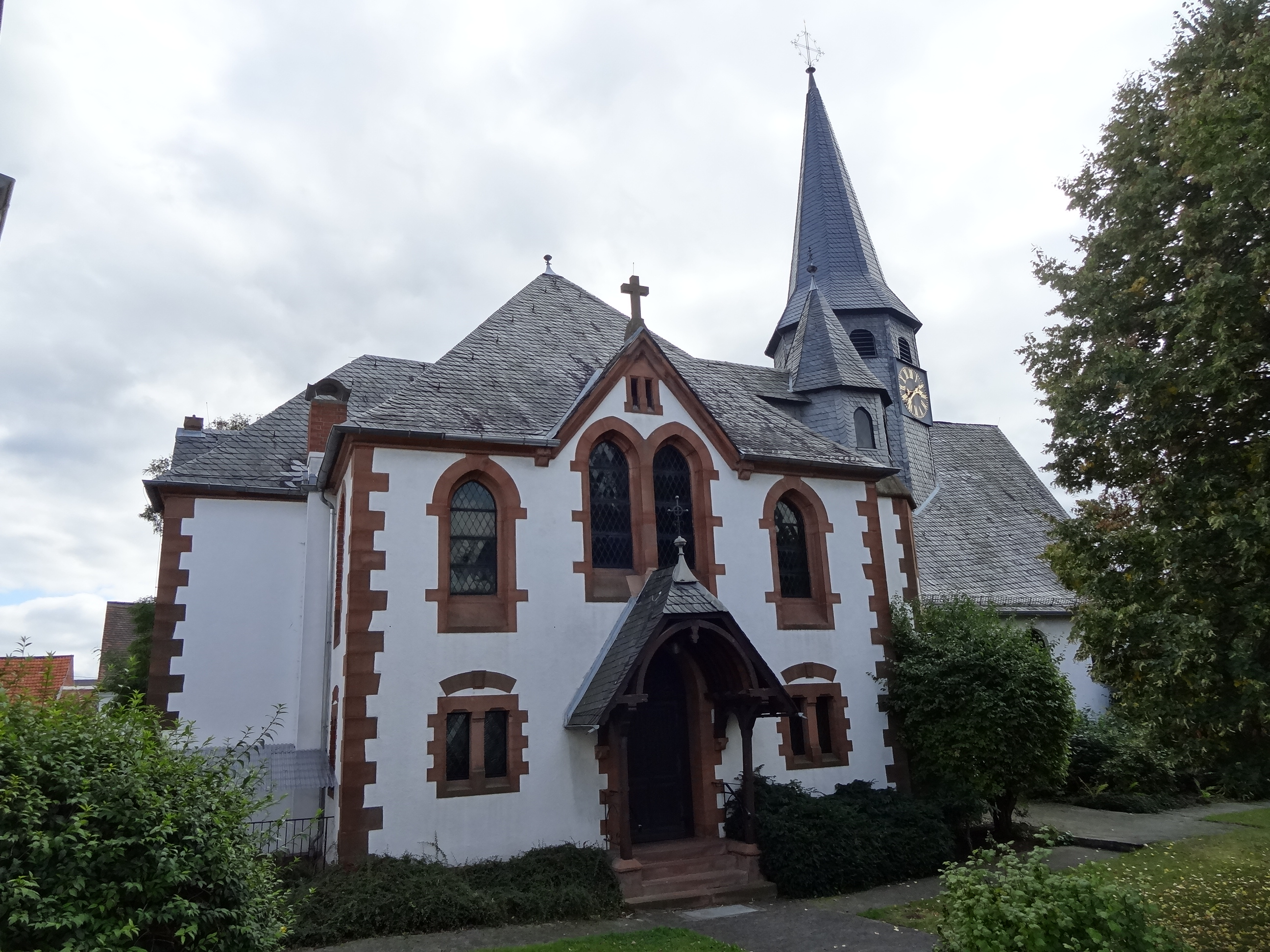
Nordseite der Kirche

Die Evangelische Kirche in Lützellinden, einem Stadtteil von Gießen im Landkreis Gießen in Mittelhessen, besteht aus zwei Baukörpern. Der spätmittelalterliche Westteil wurde im 14. oder 15. Jahrhundert errichtet und im Jahr 1893 durch einen höheren Ostteil erweitert. Die Kirche mit ihrem markanten Dachreiter prägt das Ortsbild und ist hessisches Kulturdenkmal.

## Geschichte

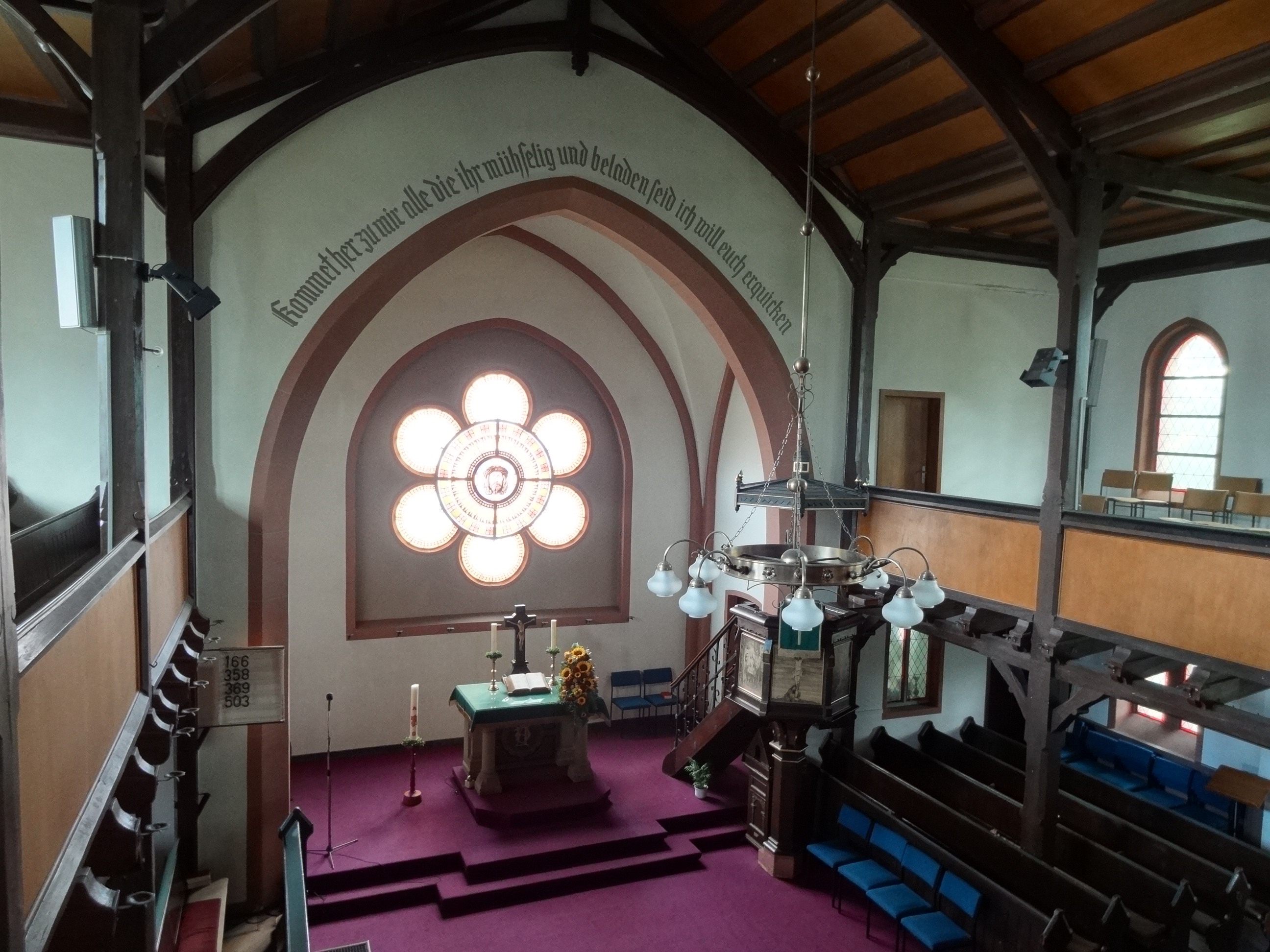
Ostanbau von 1893

Die Anfänge der Lützellindener Kirche sind nur schwach bezeugt. Im Jahr 1261 ist ein Pleban namens Anselmus dokumentiert und im Jahr 1278 ein Friedhof belegt. Bereits zu dieser Zeit war Lützellinden also eine selbstständige Eigenkirche der Merenberger auf privatem Grundstück. Im Jahr 1349 wurde das Dorf an Henrich von Elkershausen verpfändet, dessen Haus das Patronatsrecht bis 1598 innehatte, als es ausstarb. In kirchlicher Hinsicht wurde der Ort Großen-Linden zugewiesen, das die Mutterkirche von zeitweise bis zu 22 Dörfern im Hüttenberger Land und Ort des Sendgerichts war. Die Pfarrgemeinde war im ausgehenden Mittelalter dem Dekanat Wetzlar und Archidiakonat St. Lubentius Dietkirchen im Bistum Trier zugeordnet.
Die mittelalterliche Saalkirche erhielt durch eine umgebende, nahezu quadratische Mauer, die durch mindestens zwei wehrhafte Ecktürme und vermutlich auch einen Graben gesichert war, einen wehrhaften Charakter. Die Mauer war im Durchschnitt 1,05 Meter dick und 2,4 bis 4,1 Meter hoch. Bis ins 19. Jahrhundert waren Reste der Befestigungsanlage erhalten. Im Süden und Westen um die Kirchenburg gelagerte, ursprünglich adelige Freihöfe bildeten einen zusätzlichen Sicherungsring. Der Kirchenbau der Merenberger wurde im Spätmittelalter ersetzt. Während der kurze Westteil des Nachfolgebaus erhalten ist, wich der eingezogene Chor später einem neuen Ostteil. Der Dachreiter wurde wohl in spätgotischer Zeit nachträglich auf die bestehende Kirche aufgesetzt, vielleicht im Zusammenhang mit der Wenzelaus-Glocke, die 1473 gegossen und Wenzel von Böhmen geweiht wurde.
Im Zuge der Reformation, die in der Grafschaft Nassau-Weilburg 1527 durch Philipp den Großmütigen eingeführt wurde, wechselte Lützellinden zum evangelischen Bekenntnis. Erster protestantischer Pfarrer war Adam Kirchhain, der bereits am 22. Februar 1527 in Lützellinden eingesetzt wurde und hier bis 1536 sein Amt innehatte. Damit ist Kirchhain der erste bekannte evangelische Pfarrer, der auf dem heutigen Gebiet der rheinischen Kirche eingeführt wurde.
Nach mehreren Reparaturen im Dreißigjährigen Krieg folgte 1652 eine umfassende Sanierung der Kirche. Eine im Jahr 1668 durchgeführte Baumaßnahme gegen die absinkende Ostwand blieb erfolglos. Aufgrund der wachsenden Ortsbevölkerung und der Baufälligkeit des alten Chors wurde 1724 eine östliche Erweiterung der Kirche (bis zur heutigen Altartreppe) beschlossen. Der 1730/1731 in Fachwerk ausgeführte 70 m² große Anbau verlängerte das mittelalterliche Schiff und schloss im Osten mit einer Giebelwand in Bruchsteinmauerwerk ab. Im Jahr 1743 entging die Kirche dem Dorfbrand, dem 106 Häuser einschließlich des Pfarrhauses zum Opfer fielen.

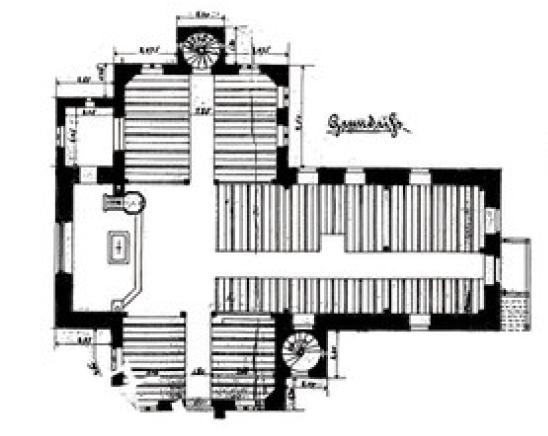
Grundriss von Wilhelm Witte (1892)

Ab den 1860er Jahren kamen Klagen auf, dass bei Abendmahlsfeiern und besonderen Gottesdiensten der Platz in der Kirche nicht ausreiche und die Männerbühne (Empore) abgängig sei, und wurde eine Erweiterung der Kirche diskutiert. Ab 1887 wurden unter Pfarrer Hugo Schonebohm konkrete Erweiterungspläne besprochen, ob die Kirche ganz erneuert oder in welcher Form sie erweitert werden könnte. Der marode Emporenaufgang wurde 1889 hinten in die Kirche verlegt. 1892/1893 wurde der Anbau aus der Barockzeit abgerissen und der heutige Ostteil mit vorgelagertem Querhaus und Chor geschaffen. Der Wetzlarer Kreisbaumeister Wilhelm Witte fertigte die Bauzeichnung an. Zu den Baumaterialien gehörten „35 m Sandsteinquader an den Hauptecken“ sowie 70.000 Feldbrand-Backsteine, die in der Lützellindener „Lehmekaut“ geformt und gebrannt wurden. Die Kosten für die An- und Umbaumaßnahmen der Kirche, die am 14. Dezember 1893 eingeweiht wurde, betrugen insgesamt 26.980 Mark. Die Zimmermannsarbeiten beliefen sich auf 3100 Mark und die Eindeckung des Kirchendaches auf 1120 Mark. Das runde Bleiglasfenster im Chor kostete 200 Mark und die übrigen bleiverglasten Fenster 516 Mark.
Anfang der 1960er Jahre wurde der Dachreiter auf dem nördlichen Zwerchgiebel beseitigt und eine Innenrenovierung durchgeführt. Anlässlich des 100-jährigen Jubiläums der Kirchweihe im Jahr 1993 wurde der in den 1960er Jahren entfernte Kronleuchter von 1907, der damals mit Spiritus betrieben wurde, in nachgebildeter Form wieder angebracht. Im Jahr 1995 wurde der Dachreiter verstärkt, nachdem sich das Balkenwerk durch das Glockenläuten gelockert hatte. Eine umfassende Turmsanierung folgte im Jahr 2012.
Die evangelische Kirchengemeinde Lützellinden ist seit Januar 2017 mit der fusionierten Kirchengemeinde Dutenhofen/Münchholzhausen pfarramtlich verbunden. Sie gehört zum Evangelischen Kirchenkreis an Lahn und Dill in der Evangelischen Kirche im Rheinland.

## Architektur

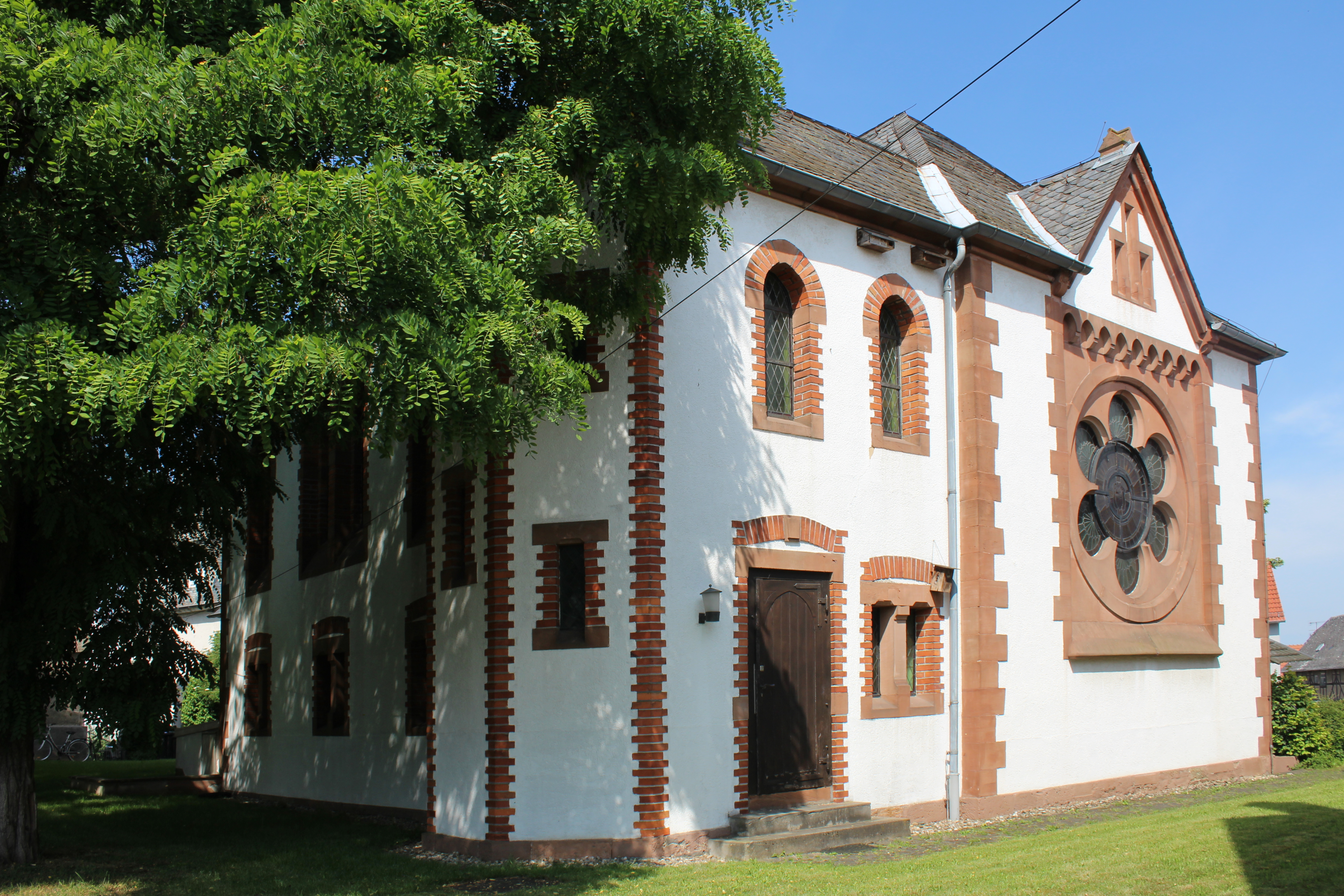
Fensterrosette in der Ostseite

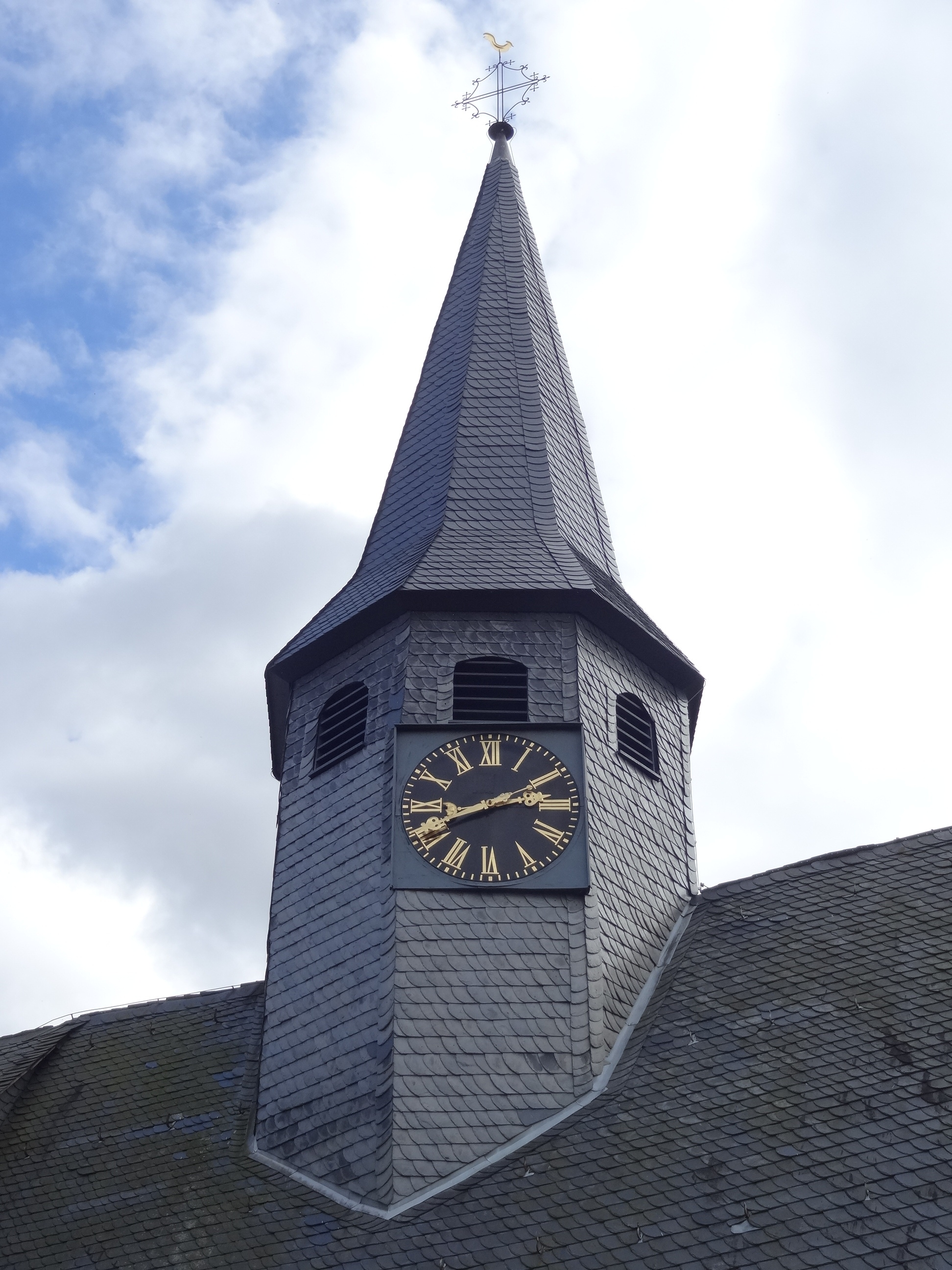
Dachreiter

Die nahezu geostete Kirche besteht aus zwei Baukörpern, der nahezu unveränderten mittelalterlichen Saalkirche und dem neuzeitlichen Anbau mit Querhaus und Chor von 1893.
Der weiß verputzte Westteil erhält durch rundbogige Fenster Licht. Bisher ist nicht zu ermitteln, wann die alten gotischen Fenster durch die heutigen ersetzt wurden. Das verschieferte Satteldach wird von einem achteckigen, ebenfalls verschieferten Dachreiter mit Spitzhelm abgeschlossen, auf dem ein geschmiedetes Kreuz und ein vergoldeter Wetterhahn angebracht sind. Zwischen dem alten, niedrigen Schiff und dem deutlich höheren Queranbau ist an der Nordseite ein Turm angebaut, der zwischen beiden Baukörpern vermittelt und als Aufgang zur Nordempore dient. Er wird von einem achteckigen, verschieferten Spitzhelm bekrönt, der mit dem größeren Dachreiter korrespondiert.
Der höhere Kirchenanbau ist ebenfalls weiß verputzt, hebt sich aber durch die roten Sandstein-Eckquader und die Sandsteinfassungen ab, die dem Ostteil einen historisierenden Charakter verleihen. Im oberen Bereich sind leicht spitzbogige Fenster, im unteren kleine rechteckige Doppelfenster angebracht. Die mittleren beiden oberen Fenster an der Nord- und Südseite ragen in einen Zwerchgiebel hinein. Über den Fensterstürzen der unteren Zone sind rote Segmentbögen mit leicht hervortretenden Schlusssteinen eingemauert. Ein derartiger Segmentbogen befindet sich auch über der rechteckigen Eingangstür an der Westseite des Treppenturms. An der Ostseite ist eine große siebenteilige Fensterrosette in einem quadratischen Feld angebracht, das mit einem Fries abschließt. Das spitzbogige Nordportal auf der Mittelachse mit Sandsteingewände und einer kleinen Freitreppe hat einen hölzernes Vordach, das verschiefert ist.

## Ausstattung

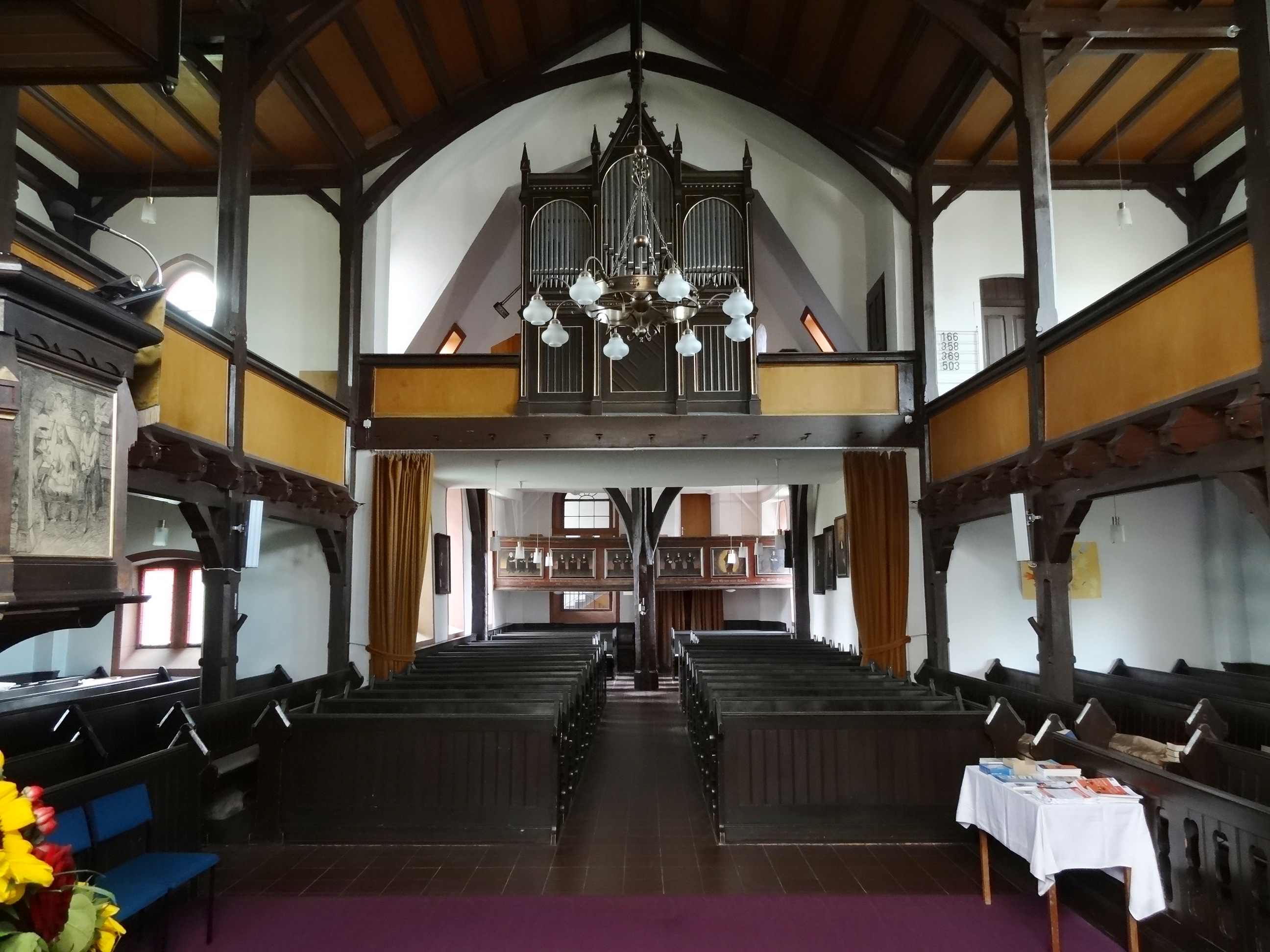
Blick nach Westen

Im Westteil wird der Innenraum von einer Flachdecke abgeschlossen, die auf achteckigen Holzpfosten ruht. Vier hölzerne Querstreben mit Mittel- und Unterzügen fangen die Schwingungen auf, die vom Dachreiter mit seinen Glocken ausgehen. Die Westempore ist mit kassettierten Füllungen versehen. Zum Kirchenanbau öffnet sich der Raum. Die niedrige Decke geht in der Mitte der Kirche in eine Orgelempore über. Im Ostteil ruht die Decke auf einer Holzbalkenkonstruktion, die auch die dreiseitig umlaufende Empore trägt.
Die Kirchenausstattung geht im Wesentlichen auf die Erbauungszeit des Anbaus zurück. Bildnisse der Pfarrer gehen bis auf das Jahr 1527 zurück, die Bilder der ersten Pfarrer an der Westempore sind stilisiert. In den 1970er Jahren wurde die Innenausmalung in veränderter Form erneuert.
Der um zwei Stufen erhöhte Altarbereich an der Ostwand des Anbaus wird durch einen großen Spitzbogen aus Tuffstein mit dem großen Rundfenster beherrscht. Den Altar aus hellem Sandstein mit einer schwarzen Marmorplatte schuf Steinmetz A. Dominick aus Gießen. Kaiserin Auguste Viktoria stiftete zur Kirchweihe die Altarbibel und versah sie mit einer Widmung.
Die polygonale hölzerne Kanzel steht an der Südseite des Ostteils. Die drei Tuschzeichnungen auf den Kanzelfeldern von Wilhelm Großhaus aus Lützellinden zeigen Szenen aus dem Leben Jesu. Das Kirchengestühl ist aus Tannenholz gefertigt.
Die Taufe datiert von 1640 und die Taufschale noch aus dem 15. Jahrhundert. Die Messingschüssel trägt die Inschrift: „GELÜCK, ALLEZEIT, EHRBAR, BENEDIC. CHRISTO ET MARIAE“. Das alte romanische Taufbecken aus Basaltlava (11./12. Jahrhundert) mit einem verwitterten Rundbogenfries wurde zu einem Brunnen vor dem Heimatmuseum (dem früheren Rathaus) umgearbeitet. Ein zweites Taufbecken in ähnlicher Bauweise steht an der Ecke Falltorstraße/Waldstraße. Der Leuchter in der Vierung wurde 1993 angeschafft.

## Orgel

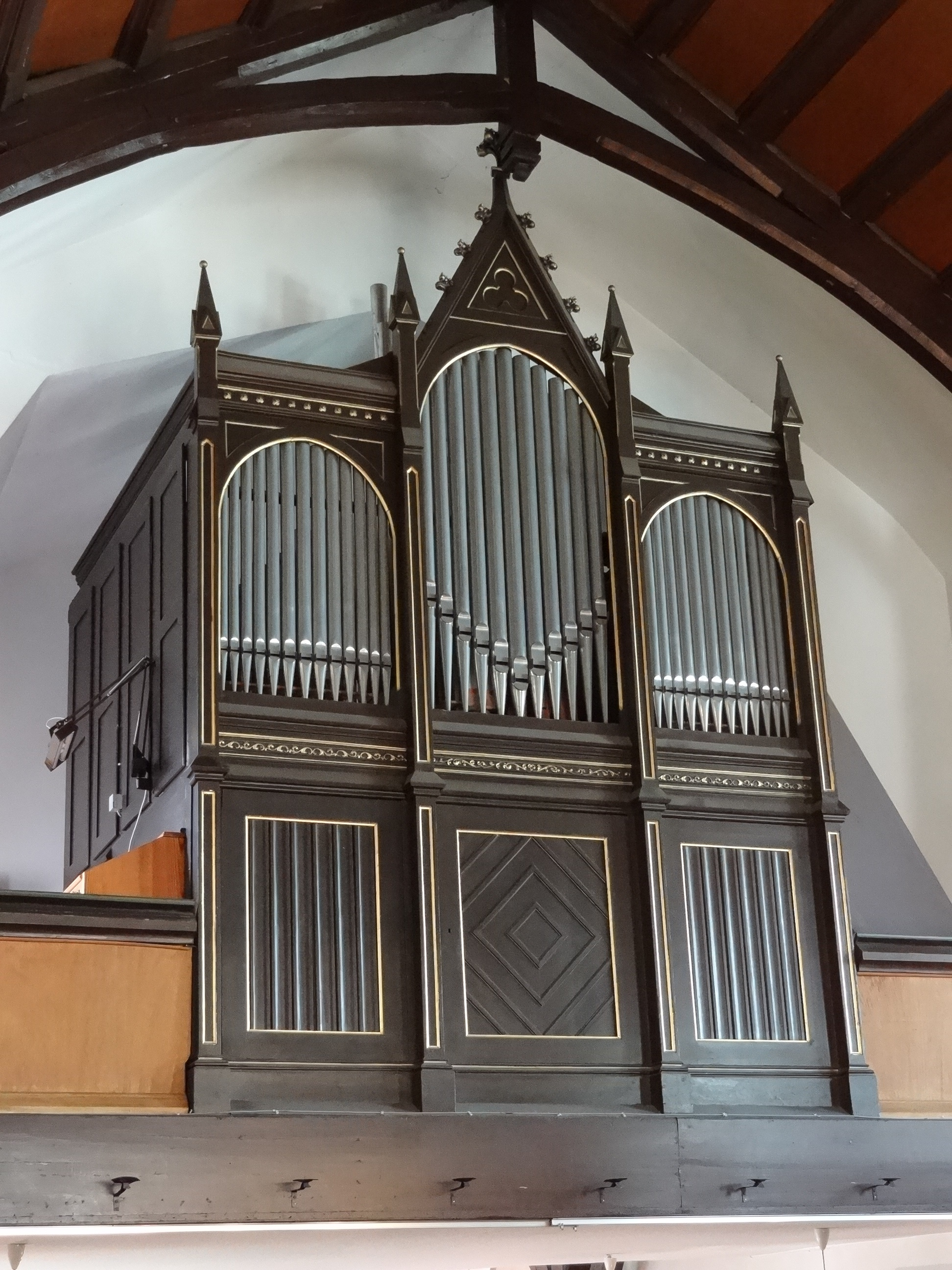
Orgelprospekt um 1900

1680 verfügte die Kirche noch über keine Orgel. Im weiteren Verlauf des 17. Jahrhunderts ist aber eine Orgel bezeugt. Johann Peter Rühl, Orgelbauer aus Gießen, legte 1799 einen Kostenvoranschlag für eine Renovierung der Orgel vor. Ein Stimmvertrag mit Carl Landolt ist für 1843 nachgewiesen. Ein Jahr nach Fertigstellung der Kirche bauten die Gebrüder Bernhard aus Gambach 1894 eine neue Orgel mit 14 Registern, die auf zwei Manuale und Pedal verteilt waren. Der Prospekt wird durch drei rundbogige Pfeifenfelder gegliedert. Die Vorgängerorgel wurde vermutlich von Grieb oder Dreuth gebaut und 1893 nach Sichertshausen verkauft.
Die heutige Orgel schuf Günter Hardt im Jahr 1970 im historischen Gehäuse. In diesem Zuge wurde das Instrument wieder an den ursprünglichen Platz in der Emporenbrüstung vorgerückt. 1999 wurde im Pedal das Register Fagott 16′ ergänzt. Die Disposition lautet wie folgt:
| I Hauptwerk C–g3 |       |
| Prinzipal        | 8′    |
| Rohrflöte        | 8′    |
| Oktave           | 4′    |
| Spitzflöte       | 4′    |
| Waldflöte        | 2′    |
| Mixtur IV        | 1 ⁄3′ |

| II Nebenwerk C–g3 |       |
| Gedeckt           | 8′    |
| Blockflöte        | 4′    |
| Prinzipal         | 2′    |
| Sesquialter II    | 2 ⁄3′ |
| Zimbel II         | 1′    |
| Tremulant         |       |

| Pedal C–f1 |     |
| Subbass    | 16′ |
| Offenbass  | 8′  |
| Choralbass | 4′  |
| Fagott     | 16′ |

- Koppeln: II/I, I/P, II/P

## Glocken
Die Kirche verfügt über ein Dreiergeläut. Eine Wenzelaus-Glocke wurde 1473 von Tilman von Hachenburg gegossen. Eine weitere große Glocke wurde 1507 von Meister Hans aus Frankfurt am Main gegossen, die beim Aufhängen beschädigt wurde und repariert werden musste. Erstmals ist 1609 von zwei Glocken die Rede, 1616 erstmals von drei. 1888 fiel eine große Glocke herunter und wurde auf einem neuen Lager angebracht. Als die mittelalterlichen Glocken 1917 zu Kriegszwecken eingeschmolzen werden sollten, wehre sich die Kirchengemeinde erfolgreich. Die beiden großen Glocken wurden 1919 umgegossen, da die eine durch den Sturz ohnehin beschädigt war. Im Zweiten Weltkrieg wurden die zwei größeren Glocken an die Rüstungsindustrie abgegeben und 1949 von Gebr. Rincker nachgegossen, während die kleinste erhalten blieb. Seit den 1970er Jahren ist das Geläut elektrifiziert und seit dem Jahr 2011 funkgesteuert.
| Nr. | Schlagton | Gussjahr     | Gießer              | Inschrift                                                                              | Bild |
| --- | --------- | ------------ | ------------------- | -------------------------------------------------------------------------------------- | ---- |
| 1   | fis1      | 1949         | Gebr. Rincker, Sinn | † AUS IRREN UND WIRREN ENTSTAND ICH NUN PREIS ICH GOTTES GUETE UND TREU                |      |
| 2   | a1        | 1949         | Gebr. Rincker, Sinn | CHRISTUS UNSER FRIEDE, Relief: Kombination aus Christusmonogramm sowie Alpha und Omega |      |
| 3   | gis2      | ca. 14. Jhd. | unbezeichnet        | keinerlei Inschriften, nur Zierringe                                                   |      |

Folgende Inschriften von früheren Glocken sind überliefert:
Wenzelausglocke:
Wenßelaus heissen ich alle bese
 weder verdriben ich.
Teylmann von Hachenberck goss mich
a. D. 1473
Schul- oder Gemeindeglocke:
Franckfort
Jm Gottesdienst bin ich M H [= Meister Hans] goß mich
St. Johannes Evangelista heiß ich
M V II [statt MDVII = 1507]
[Kreuzigungsszene]
stabat mater dolorosa
iuxta crucem lacrimosa
dum pendebat filius cuius animam
gementem
contristatam ac dolentam
pertransivit gladius.

## Pfarrer
Die evangelischen Pfarrer sind seit der Reformationszeit lückenlos nachgewiesen. Zwischen 1703 und 1970 wurde Hörnsheim von Lützellinden pfarramtlich betreut.
- 1527–1536: Adam Kirchhain
- 1538–1541: Bernhard Potentian
- 1541–1553: Georg Ebel
- 1553–1597: Jost Hoffmann
- 1598–1620: Johannes Mercator
- 1621– um 1635: Justus Hien
- 1636–1640: Gerhard zur Avest
- 1640–1641: Philipp Richard Walther
- 1641–1698: Johann Conrad Clemm
- 1698–1727: Johann Gottfried Pampo
- 1727–1769: Johann Conrad Creuzer (seit 1708 bei Pampo)
- 1769–1772: Justus Bernherd Creuzer
- 1772–1828: Georg Conrad Matthias Stein
- 1828–1836: Valentin Bruno Castendyk
- 1836–1875: Peter Friedrich Schonebohm
- 1876–1881: Gustav Lenhartz
- 1881–1897: Hugo Schonebohm
- 1897–1936: Adolf Koch
- 1936–1945: Vertretung durch fremde Pastoren
- 1945–1969: Hans Peltner
- 1970–1981: Werner Högner
- 1982–2016: Ute Kannemann
- 1988–2006: Horst Kannemann (Stelle mit Ute Kannemann geteilt)
- 2010–2020: Horst Daniel (bis 2016 zweite Pfarrstelle, seit 2017 erste Pfarrstelle)